# A Love Supreme
A Love Supreme és un disc d'estudi enregistrat pel quartet de John Coltrane el desembre de 1964, que es publicà el febrer de l'any següent de la mà d'Impulse! Records. És considerat el millor treball de Coltrane, en tant que combina la sensibilitat hard bop dels inicis de la seva carrera amb el jazz modal i el jazz lliure que practicà posteriorment.
El disc es va enregistrar en una sola sessió el 9 de desembre de 1964 als estudis Van Gelder, a Englewood Cliffs (Nova Jersey). Sembla que Coltrane s'inspirà en la seva casa a Dix Hills (Long Island, Nova York, tot i que també s'ha suggerit que la seva proximitat amb l'Islam fou una font d'inspiració del disc.

## Música

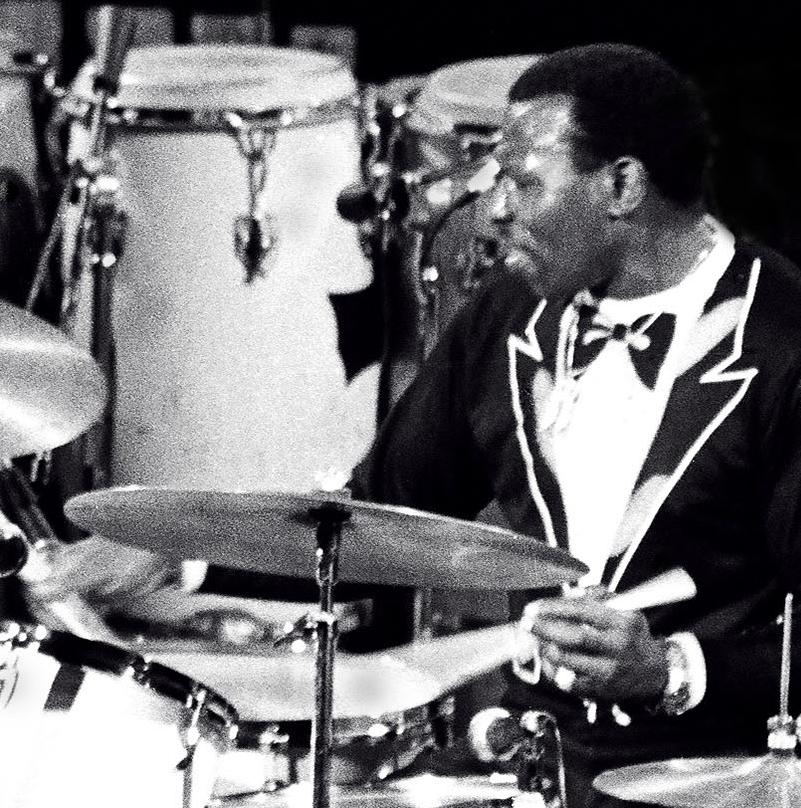
El quartet clàssic de John Coltrane es va completar amb el percussionista Elvin Jones, que toca diversos instruments no tradicionals a A Love Supreme.

El disc és una suite de quatre parts, dividida en pistes: "Acknowledgement" (que inclou el mantra que dona nom a la suite), "Resolution", "Pursuance" i "Psalm". Es tracta d'un disc espiritual, molt representatiu d'una lluita personal per la puresa, i expressa la profunda gratitud de l'artista pel seu talent, que entén com quelcom on hi intervé un poder espiritual superior.
El disc comença amb uns tocs d'un gong, seguit per uns frecs de plats. Seguidament, Jimmy Garrison interpreta un motiu de quatre notes amb el baix, que estructura tot el moviment i precedeix l'entrada del solo de Coltrane, que fa variacions en el motiu de quatre notes fins a un moment que es dedica a repetir les quatre notes en diverss transposicions. Després de diverses repeticions, el motiu esdevé el cant vocal "A Love Supreme", interpretat pel mateix Coltrane.
Al moviment final, Coltrane interpreta el que ell anomena una "narració musical" i el que Lewis Porter descriu com una "recitació sense paraules" d'un poema devocional, és a dir, que Coltrane interpreta les paraules del poema amb el saxòfon, sense pronunciar-les. El poema (i el solo de Coltrane) acaben amb les paraules "Elation. Elegance. Exaltation. All from God. Thank you God. Amen". Algunes fonts suggereixen que aquesta interpretació és un homenatge als sermons dels predicadors afroamericans.

## Dades tècniques
Cara 1
| Núm. | Enregistrat     | Presa núm. | Títol                     | Durada |
| ---- | --------------- | ---------- | ------------------------- | ------ |
| 1.   | 9 desembre 1964 | 90243      | Part 1: "Acknowledgement" | 7:47   |
| 2.   | 9 desembre 1964 | 90244‒7    | Part 2: "Resolution"      | 7:22   |

Cara 2
| Núm. | Enregistrat     | Presa núm. | Títol                               | Durada |
| ---- | --------------- | ---------- | ----------------------------------- | ------ |
| 3.   | 9 desembre 1964 | 90245‒1    | Part 3: "Pursuance"/Part 4: "Psalm" | 17:53  |